# Rolf Nesch
Rolf Nesch, egentligen Emil Rudolf Nesch, född 7 januari 1893 i Oberesslingen, Württemberg, död 27 oktober 1975 i Oslo, var en tyskfödd, norsk målare, skulptör och framför allt nyskapande grafiker.

## Biografi
Rolf Nesch utbildade sig på Konstfack i Stuttgart (1909–12) och vid konstakademin i Dresden från 1912. Första världskriget avbröt dessa studier. Han hamnade i brittisk krigsfångenskap, men 1919 kunde han återuppta sina studier, under ledning av Oskar Kokoschka. Han blev medlem i den samhällskritiska konstnärsgruppen Die Schaffenden i Dresden. 1924 besökte han den före detta Brücke-medlemmen Ernst Ludwig Kirchner i Davos. Både tekniskt och stilistiskt har Kirchner ett stort inflytande. 
1929 flyttade Nesch till Hamburg. 
Nesch kom till Norge redan 1933, efter det nationalsocialistiska maktövertagandet i Tyskland. I den föregående Weimarrepubliken hade han uppmärksammats för sin grafik och i Norge skapade han under 1933-1934 serien "Snegrafikk", inspirerad av norsk natur och norskt arbetsliv. 1936 blev han bekant med dadaisten Kurt Schwitters som också hade emigrerat till Norge. 
Under den tyska ockupationen blev Nesch inkallad till krigstjänst 1943, men genom en självförvållad spårvagnsolycka undgick han detta. Han fick dock bestående men, med epileptiska anfall och förlamningstillstånd. 1946 blev han norsk medborgare. 1950 gifte han sig med den norska skådespelerskan Ragnhild Hald. År 1951 köpte han gården Rud i Hallingdal, där han bodde och arbetade under resten av sitt liv. 1993 öppnades ett Neschmuseum i Ål i Hallingdal.

### Konstnärskap
Rolf Nesch är mest känd för sina grafiska arbeten, men arbetade inom flera discipliner. Influerad av Edvard Munch och Ernst Ludwig Kirchner fick han stor betydelse för expressionismen i Norge.
Av en tillfällighet upptäckte han redan på 1920-talet en ljuseffekt som uppstod under djuptrycket av en etsningsplåt, något han därefter medvetet gjorde bruk av i sin konstnärliga verksamhet. Han kombinerade även hög- och djuptryck när han experimenterade med olika typer av metalltråd och galler på plåt. Genom att löda ståltrådsnät, koppartrådar och metallbitar på plåtar, åstadkom han en dekorativ reliefeffekt. 
Han skapade även karakteristiska skulpturer, mest huvuden i sten och brons.
Nesch anses vara en av Europas ledande och mest banbrytande grafiker med ett säreget konstnärligt uttryck. Det man också förknippar honom med är hans originella applikationer eller materialbilder, med föremål hittade på stranden, glasbitar, fisknät, spik, sten, kork, rep etc. 
I slutet av 1930-talet konstruerade han sina berömda fiskbilder, "Jukseflåten" och "Lofotfiskerer trekker garn". Baserat på en serie grafiska tryck från 1938 avslutade han 1965 den 11 meter långa och 3 meter höga dekorationen "Sildefiske" i Indekshuset i Oslo, ett verk som på 1970-talet ansågs som det främsta arbetet inom norsk monumentalkonst efter andra världskriget.
År 1964 var Nesch representerad vid Documenta III i Kassel.

### Måltavla
Sommaren 1937 konfiskerade det tyska propagandaministeriet 43 målningar och 181 olika typer av grafiska verk av Nesch från tyska museer och offentliga samlingar, under en statligt organiserad förföljelse av modern konst eller "entartete Kunst". Om hans mapp Liebesspiele / Kärlekslekar med raderingar från 1922 var sexuellt uttrycksfulla, så fanns det en annan med 24 blad som skildrade Karl Muck och hans orkester från 1931 och ytterligare en mapp med blad som skildrade broarna i Hamburg. Ett av alla dessa blad, Kesselpauken (1931), som skildrade en pukslagare, visades på utställningen Entartete Kunst i München. En del av de grafiska bladen noterades i NS-protokoll som "utplånade", andra som "okänt" vad som hände med dem sedan. Målningen Brücke in Rot visades på vandringsutställningen av Entartete Kunst från Berlin till Hamburg 1938 och målningen Freundinnen visades under samma utställningsnamn i Halle 1941. Vad som hände med målningarna därefter beskrivs som "okänt". I förteckningen över alla målningar som beslagtogs finns även en som heter Elbbrücke (utan numrering) beslagtagen i Hamburgs Kunsthalle i augusti 1937. Den fanns till försäljning i en konsthandel för 30 dollar 1939-1941 men noteras som osåld och återlämnad till ministeriets lager.

## Utmärkelser
Rolf Nesch tilldelades som grafiker Prins Eugen-medaljen 1973 och Oslo bys kulturpris 1971.

## Galleri

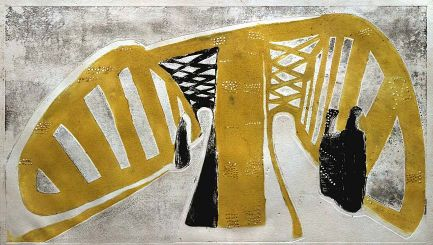
Elbbrücke I / Elbebro I (1932), 34x60cm.